# 이슬람교
이슬람교(아랍어: الإسلام al-islām 듣기 (도움말·정보), 영어: Islam) 또는 회교(回敎)는 무함마드가 유일신 알라의 사도이자 예언자라고 가르치는 아브라함계 유일신교로, 불교, 기독교, 힌두교와 함께 세계 4대 종교의 하나이다. ‘이슬람’이라는 명칭은 아랍어로 복종·순종을 의미하며, 알라는 아랍어로 정관사 al(알)과 신을 의미하는 일라흐(ilāh)가 붙은 알일라흐가 동화되어 알라흐(알라)가 되었다고 한다. 이슬람을 믿는 신자는 남자일 경우에는 무슬림이라고 하고 여자일 경우에는 무슬리마라고 한다.
이슬람의 경전은 꾸란(코란)이며, 이는 예언자 무함마드가 천사 가브리엘(아랍어: جبريل)로부터 받은 알라의 말을 기록한 것이라고 한다. 이슬람의 대표적인 종파로는 전체 무슬림의 80~90%를 차지하는 수니파와 10-20%를 차지하는 시아파가 있다. 발칸반도, 중앙아시아, 터키의 무슬림은 수피 무슬림들이 많다. 수니파 내에서 무슬림 모두는 동질 의식을 가지나, 타 종파 간에는 보이지 않는 불신이 있다.  무슬림이 이슬람 경전 '쿠란' 다음으로 중요시하는 예언자 무함마드의 언행록 하디스에 "오직 알라만이 불로 심판할 수 있다"는 내용이 있어 이슬람권에선 장례 때도 화장을 금지한다.
- 이슬람: 흔히 ‘이슬람교’라고 불리는 종교의 이름이다. 이슬람(al-islām)은 ‘알라에게 복종하다’라는 뜻으로 "복종·순종"을 의미하는 ‘아살라마’(asalama)에서 파생하여 무함마드가 만든 말이다. 대한민국에서는 이슬람을 회교(回敎)라고도 부르는데, 이는 중국에서 이슬람을 회회교라고 부른 것에서 유래한다.[6] 한국 이슬람중앙회에서는 발간한 소책자의 ‘이슬람에 대한 오해와 진실’에서 ‘회교’의 명칭은 잘못된 것이며 ‘이슬람교’ 또는 ‘이슬람’으로 불러야 한다고 주장하였다.[7] 간혹 이슬람을 마호메트교라고 부르는 경우가 있으나 이슬람은 무함마드를 믿는 종교가 아니며, 알라를 유일신으로 하는 종교다. 한국 이슬람중앙회는 ‘마호메트교’의 명칭 또한 잘못된 것으로 지적한다.[8]
- 무슬림: 이슬람에 복종한 자, 곧 이슬람을 믿는 이슬람 신자를 가리킨다. 그리고 여자는 무슬리마이다.

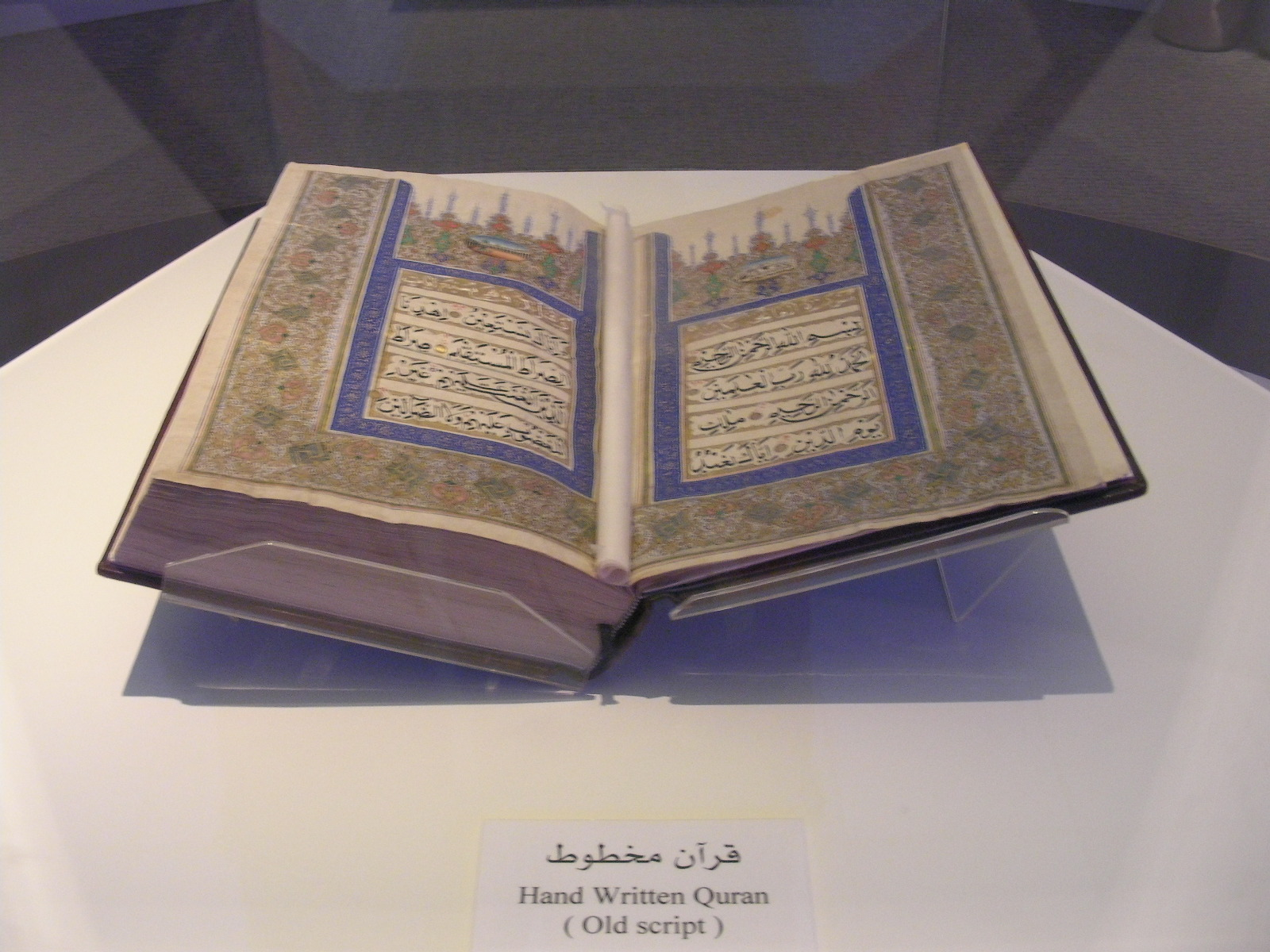
사우디 아라비아 리야드의 국립박물관에 전시된 꾸란

- 꾸란: 이슬람의 경전 이름이다. “읽다”(아랍어: 카라아)의 동명사로서 그 뜻은 “읽기”이다. 이는 무함마드가 받은 첫 계시가 “읽어라! 창조주이신 너의 주님의 이름으로.”라고 시작하기에 붙여진 이름이다. 기존에는 ‘코란’이란 표기가 많이 쓰였다.
- 라술룰라(rasūlu-llāh): ‘성사’(聖使)라는 뜻으로, 이슬람에서는 주로 무함마드(영어로는 마호메트)를 가리킨다. 성사는 ‘알라가 보낸 사람’을 뜻하며, 이는 예언자보다 격이 높다. 예를 들면; 이브라힘, 무사, 이싸 그리고 무함마드이다.
- 이만: ‘믿음’이라는 말인데 이슬람의 믿음은 행위와 직접 관련된다. 대개는 “여섯 가지 믿음”을 가리킨다.
- 이슬람의 다섯 기둥: 신도가 가장 중요하게 지켜야 할 다섯 가지 종교적 의무이다.

## 역사

### 이스마일의 후손 이슬람 창시 설
아브라함의 두 아들 이스마일(이스마엘)과 이삭이 있는데 이스마일이 쫓겨나면서 현재 사우디아라비아의 메카에 도착했다는 이야기이다. 이 이야기에 따르면 이스마일을 보러온 아브라함이 그 아들 이스마일과 함께 메카의 카바신전을 건축했다는 설이다.

### 무함마드

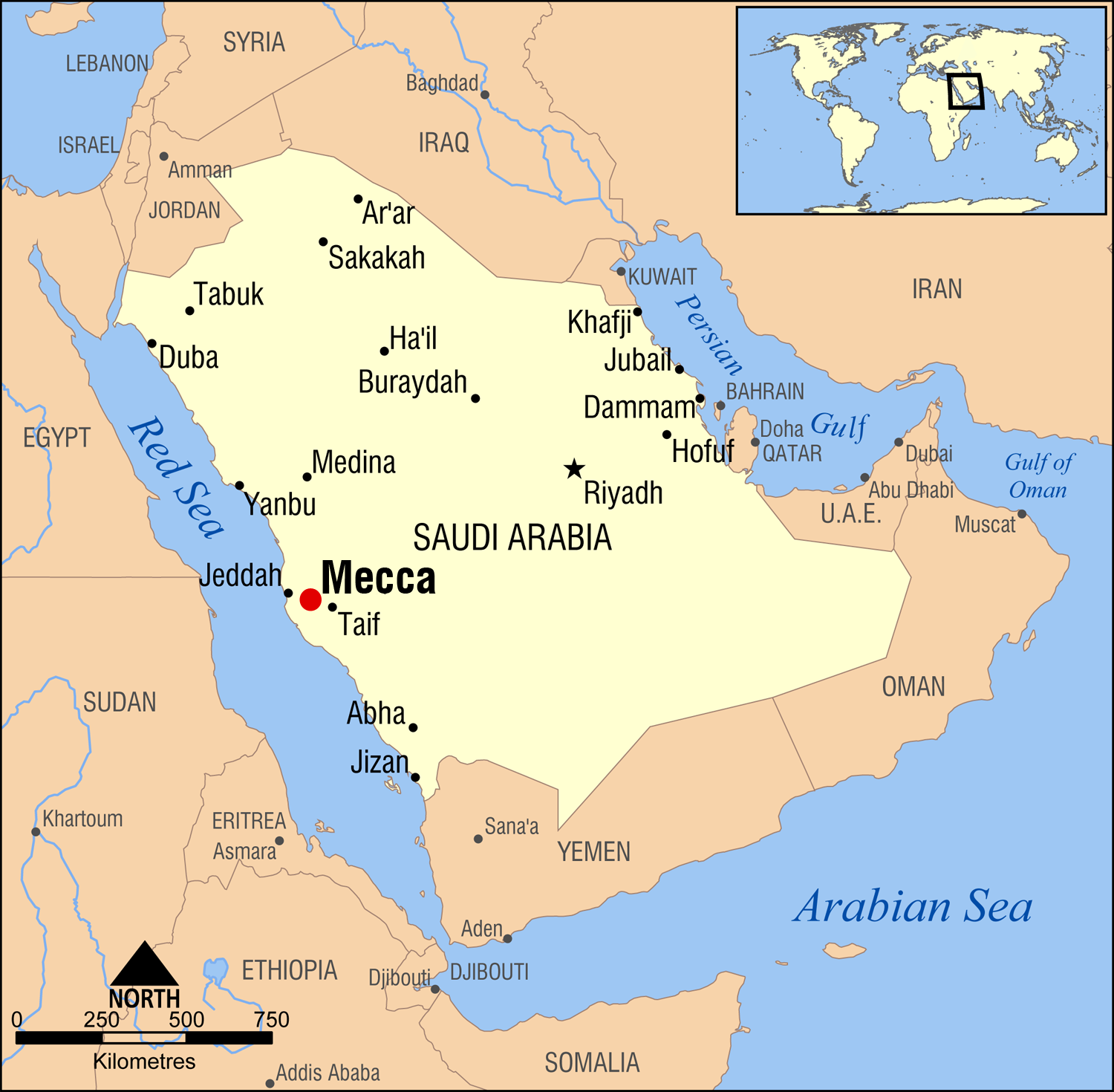
메카의 위치

이슬람의 성지(聖地) 메카는 아라비아 반도 중부, 홍해 연안에서 약 80km 지점의 불모지 골짜기에 위치하는 도시로, 인도양에서 지중해안에 이르는 대상로(隊商路)의 요지였다. 옛날부터 흩어진 유대인들이 살았으며 에비온파, 마르얌파, 네스토리우스교(경교) 등 마이너리티 기독교 신자들이 로마교회의 탄압을 피해 아라비아에 거주하였다. 메카는 카바신전을 중심으로 아라비아 반도의 종교적 중심지였기에 매년 많은 대상과 순례자들이 몰려들었다. 메카의 지배계급은 5세기 말경, 부근 황야에서 온 쿠라이시족이었으며 무함마드는 그 중의 하심가(Hashim家) 출신이다. 하심가에는 압둘 무딸립이란 사람이 살았는데 그에게는 열 명의 아들이 있었고 막내의 이름이 압둘라였다. 압둘라는 아미나와 결혼을 했는데 그 사이에서 무함마드가 태어난다. 무함마드가 태어나기 전 아버지는 죽었고 어머니 아미나도 메디나를 방문하고 돌아오는 중 병에 걸려 죽게 된다. 무함마드는 하녀의 손을 잡고 메카로 돌아와 할아버지 압둘 무딸립에 의해 자라다 할아버지가 죽자 삼촌 아부 딸립에 의해 양육된다. 삼촌 아부 딸립은 가난한 데다 딸린 식구들이 많아 무함마드는 어린 나이부터 삼촌 아부 딸립을 따라 시리아 지방으로 무역 대상을 떠나게 된다.
12세에 무함마드는 삼촌을 따라 시리아로 간다. 그곳에서 네스토리아(경교) 수도사를 만나게 된다. 바히라라는 캬라반을 타고 가는 무함마드에게 예언자의 징표가 있다고 말하였다.

#### 카디자와의 결혼
당시 아라비아 각지에는 유대인들과 소수 기독교인들이 거주하고 있었다. 사비교인들도 아라비아에 거주하였는데 이들은 서로에게 종교적인 영감을 주었다. 신성한 달이라 불리던 9월에 금식을 행하던 것은 사비교의 종교적 영향이다. 유대인들과 마이너리티 기독교 신자들의 영향으로 일신론 사상이 아라비아 반도에 전해지긴 했으나 대부분은 여전히 다신교 신앙을 가지고 살고 있었다. 카바 신전에는 360개의 우상들이 존재했는데 그 우상들은 '알라'로 가까이 다가가기 위한 중재자 역할을 담당하였다. 이 '알라'라는 호칭은 이슬람에서 매우 중요한데, 이 세상의 절대적인 존재 "신"을 의미한다. '알라'는 이슬람에서 유일한 숭배의 대상이다
무함마드는 가난했던 삼촌 아부 딸립을 생각하며 수익성이 좋은 직업을 구했고, 삼촌 아부 딸립의 소개로 부자였던 과부 카디자의 고용인으로 들어가 그녀를 대신해 시리아 지방으로 대상 무역을 떠난다. 무함마드의 이 무역은 큰 성공을 거두고 현재의 시리아 지방의 특산품을 구해 메카로 돌아왔다.
카디자는 무함마드의 정직성과 신실함에 깊은 감명을 받고 15살이나 어린 무함마드에게 청혼을 하였다.
무함마드 25세, 카디자 40세에 둘은 결혼을 하였다. 부자였던 카디자와의 결혼은 무함마드에게 부와 명예를 주었고 무함마드는 삼촌의 재정적 어려움을 덜어주기 위해 알리를 입양하였다.
무함마드의 결혼생활은 행복했으나 무함마드에게 불행이 닥치기 시작했다. 네 명의 딸은 잘 성장하였으나 그의 아들들이 유아 때 계속 사망한 것이다. 당시 아라비아 사회는 건장한(몸이 크고 굳센) 남자가 대상무역을 떠나 성공하는 것이 영웅시 되던 때였기에 건장한 사내아이를 선호하였다. 무함마드의 부와 명예로 인해 사람들은 그와 좋은 관계를 가지고 있었다.
경제적인 부는 그에게 여유를 주었고 무함마드는 금식하며 사색하며 진리를 찾기 시작했다. 그러던 어느 날 무함마드는 히라산 동굴에서 첫 계시가 임하게 된다. 무함마드는 겁에 질려 집으로 돌아와 죽은 듯했는데 부인이었던 카디자가 무함드를 진정시키고 자신의 삼촌이자 에비온파 기독교인이었던 와라까 븐 나우팔에게 가 사정을 설명하였다.
와라까는 무함마드가 만난 것이 천사 지브릴(가브리엘)이었다며 무함마드가 하느님의 예언자라고 말하였다. 카디자는 집으로 돌아와 무함마드에게 삼촌이 말한 것을 모두 알려주었고 그의 예언자직을 인정하였다. 그리고 그(무함마드)는 이슬람에서의 최초의 무슬림이 된다.
첫 계시를 받은 후 점차 무함마드의 양자들과 노예 그리고 친한 친구들이 무슬림으로 개종하였고 3년째 되던 해 무함마드는 자신의 친구와 친족을 모아놓고 단일신 알라에 대한 믿음을 선포하게 된다. 하지만 친구와 친족들은 그를 비난하고 모욕하여 무함마드를 무시했다. 그러자 무함마드는 메카로 오는 순례객들에게 단일신 사상을 전하기 시작했고 메카의 카바 신전을 지키며 순례객들로 수입을 얻었던 부족원들이 무함마드를 박해하기 시작했다.

### 메디나로의 피신

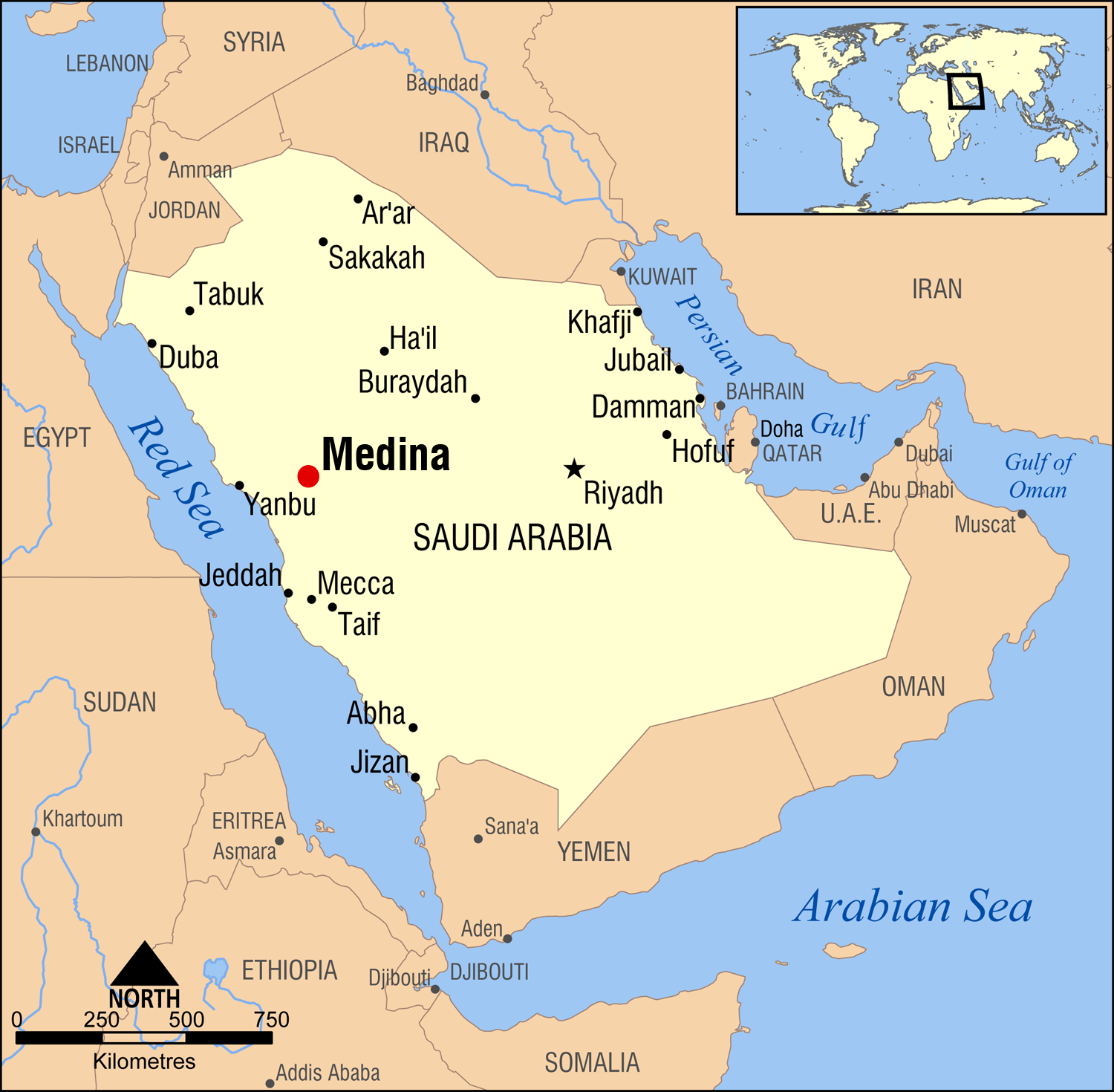
메디나의 위치

무함마드는 AD 619년에 큰 슬픔을 얻게 된다. 첫 무슬림 신자이자 자신의 큰 후원자였던 부인 카디자가 죽은 것이다. 또한 자신의 방패가 되어주던 삼촌 아부 딸립도 그해에 세상을 떠난다. 무함마드는 고통 속에서도 줄어들지 않는 박해와 핍박에 대항하기 위해 무슬림 공동체를 더욱 강하게 만들기로 결정하였다. 그러나 핍박은 더욱 심해졌고 이를 피해 622년 메카 북방 약 400km 떨어져 있는 메디나로 갔다. 신도들도 이때를 전후하여 메디나로 피난, 그곳 협력자들(안사르)의 집에 수용되었다. 이 메디나행을 이슬람에서는 ‘히즈라("이주")’라고 하는데, 이 해를 이슬람력의 기원으로 삼고 있다.
메디나에 도착한 무함마드는 자신의 말이 멈춘 수하일의 과수원 땅을 사서 최초의 사원과 자신의 집을 지었다. 그리고 메카를 향해 하루에 다섯 번씩 알라는 위대하다고 암송하며 절했다. 무함마드는 메디나에서 선지자의 권위를 확립하고 아라비아 부족의 통일을 꿈꾸기 위해 종교적인 일과 세속적인 일을 구별하지 않는 형태의 이슬람 조직 체계가 필요하다고 판단했다. 즉 제정일치의 사회를 무함마드는 추구했다.

#### 메카 정복
AD 628년 무함마드는 메카의 카바 신전을 순례하러 가기로 결정한다. 그해 3월은 아랍에는 신성한 달로 전쟁을 하지 않는 것이 불문율이었지만 메카의 사람들은 무함마드가 전쟁을 하지 않을까 염려하여 그에게 2년에서 10년까지의 평화조약을 요구하고 무함마드는 이에 응한다. 그리고 2년 후 AD 630년 1만 명의 무슬림은 무기를 지니지 않은 채 메카로 향하였고 결국 메카로의 무혈입성을 이루어낸다.
메카로 입성한 무함마드는 "알라후 아크바르(신은 가장 위대하시다.)"를 외쳤고 무슬림들이 따라 외쳤다.
무함마드는 카바 신전의 우상들을 다 부숴버렸고 유일신 알라 외에 다른 신은 존재하지 않는다고 공포했다. 그때 메카의 모든 집에 있던 우상들이 다 파괴됐다.
무함마드는 메카에서 보름을 지내고 메디나로 돌아와 이듬해 아라비아 북서쪽 타북 지방으로 원정을 떠났다.
AD 632년 무함마드는 메카의 카바 신전을 참배하고 메디나로 돌아오던 중 심각한 열병에 걸려 죽게 된다.

#### 이슬람교 전파

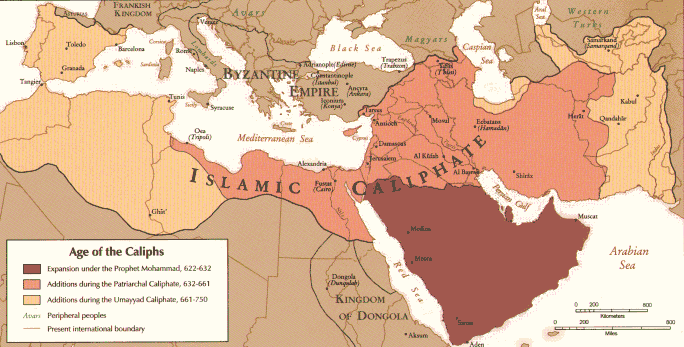
아랍 제국(칼리파 시대)의 영토
622-632: 무함마드 시대의 영토
632-661: 정통 칼리파 시대에서 확장된 영토
661-750: 우마이야 칼리파조에서 확장된 영토

무함마드 사후, 이슬람은 신도의 장로 중에서 교통(敎統)의 후계자인 칼리파를 선출하였다. 그 후 아라비아 반도 밖으로 진출하기 시작하여 633~664년 시리아·이라크·북부 메소포타미아·아르메니아·이란·이집트 등에 이슬람을 전파하고 여러 곳에 기지도시(基地都市)를 건설하였다.
그 후에도 이슬람 전파사업은 계속되어 우마이야 왕조 시대에는 서쪽은 북아프리카의 대서양 연안까지, 다시 711년부터는 이베리아반도에 침입하였고, 동쪽은 중앙아시아와 인도 북서부까지 그 지배력이 미쳤다. 피레네산맥을 넘어 프랑스의 중부까지 진출한 군은 732년 푸아티에 북방의 싸움에서 패퇴하였다.
아바스 왕조(750-1258) 초기 100년간은 칼리파 정권의 전성기였는데, 그 후 이베리아는 우마이야가(家) 일파에 의해 독립하고, 이어서 모로코·튀니스·중앙아시아·이란 동부·이집트 등에도 독립정권이 출현하여 칼리파의 직할지는 점차 축소되었다.

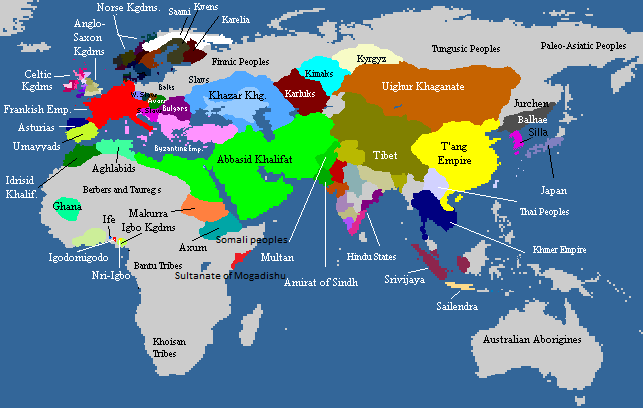
820년의 아바스 왕조(750-1258)와 세계의 제국들: 아바스 왕조는 이슬람의 황금 시대(9-11세기)를 열었다.

#### 투르크의 이슬람화

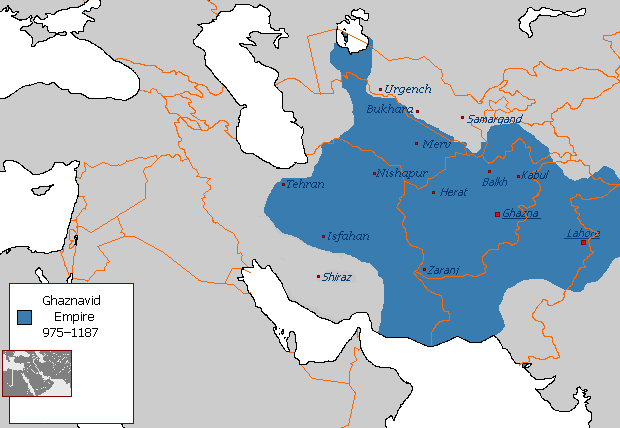
가즈나 왕조(963-1187)의 최대 판도

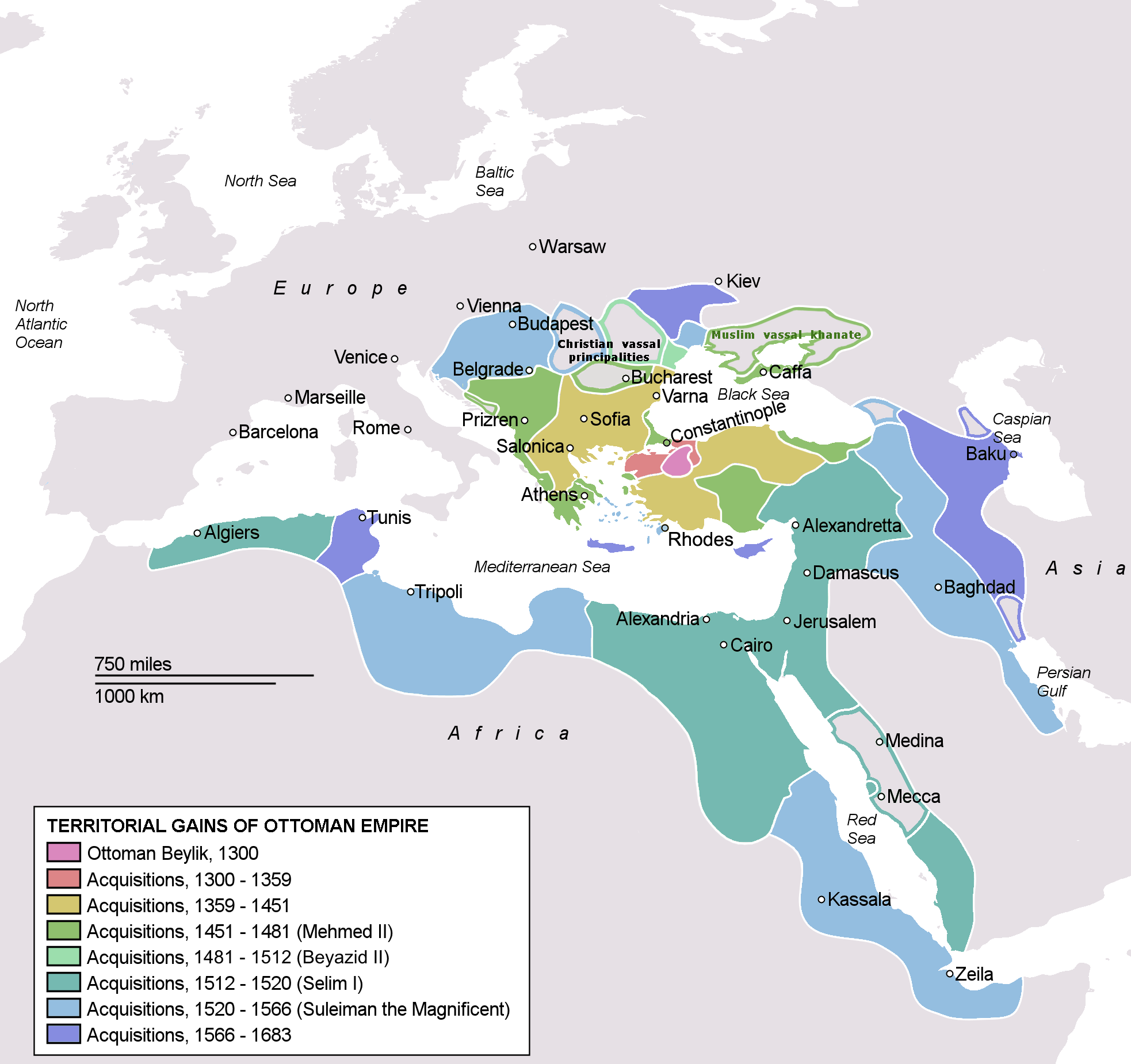
1300-1683년 동안의 오스만 제국(1299-1922)의 판도

10세기에 들어서자 921년 이후 볼가강 중류의 불가르족(族)이, 이어서 960년 이래 톈산산맥 남북로의 투르크족이 모두 이슬람교를 받아들였다. 그때까지 아랍인, 이어서 이란인이 중심이었던 이슬람 세계는 이 무렵부터 투르크의 패권 밑으로 옮겨졌고, 10세기 말부터는 투르크계 가즈나 왕조의 마호무드왕 등 이슬람교에서 투르크계가 패권을 잡고 확고한 기반에 놓였다. 1071년 아르메니아의 만지케르트 싸움에서 셀주크 투르크군은 비잔틴군을 격파하였다. 이때부터 서아시아의 이슬람화·투르크화가 시작되었고, 그에 대한 반동으로 일어난 것이 11세기 말~13세기 말의 거의 2세기에 걸친 십자군 전쟁이다.

#### 비잔틴 정복
이와는 달리 셀주크 제국과 교체된 오스만 제국은 발칸반도로 진출하여 1453년에는 콘스탄티노플을 공략, 비잔티움 제국(330-1453)을 멸망시켰다. 또 인도에 세력을 부식한 무슬림은 이곳을 기지로 하여 말레이시아·인도네시아·필리핀 방면에 선교를 하여 동남아시아의 이슬람화는 15~16세기에 광범한 지역을 차지하게 되었다.

#### 아프리카 정복과 스페인 이베리아반도
한편 동아프리카에는 740년 무렵부터 이슬람이 퍼지기 시작하여 1010년경에는 사하라 사막을 넘어 나이저 강변의 서 수단 지방에 있는 흑인 왕국에까지 이슬람의 세력이 미쳤다. 한편 이베리아반도에서는 기독교도의 역정복이 진행되어 1492년에는 무어인의 최후 거점인 그라나다가 함락되고 마침내 이슬람은 북아프리카로 후퇴하였다.

## 아랍색
소말리아, 코모로, 지부티, 북오세티야 같은 일부 이슬람 국가를 제외하고는 국기에 빨강, 흰색, 초록, 검정만 넣는다. 빨간색은 국경을 넘어 아랍 세계를 이어주는 '혈연'을 상징한다. 흰색은 '정통 할리파(칼리파) 시대'를 상징한다. 초록색은 사막 지대에서의 번영을 상징하던 색으로, 최초의 시아파 국가인 파티마 왕조의 상징으로 쓰였다. 검은색은 아바스 왕조를 상징한다.

## 교리
이슬람은 알라 이외에 다른 신은 없다고 믿는 유일신 종교이다.
이슬람 교리는 매우 단순하게 여겨질 만큼 명료하게 정립되어 있다. 이슬람 교리는 이만(6가지 종교적 신앙)과 이슬람의 다섯 기둥(5가지 종교적 의무)을 기본으로 하며, 6신(信) 5행(行)이라 부르기도 한다. 개종을 위해서는 특정한 의식이나 재산의 희사 없이 신앙증언(샤하다)를 실시하면 된다.

사우디 아라비아 제다 중심가 모스크에서의 쌀라 풍경

#### 이만 (6신)
이만(6신)이란 알라·천사들·경전들·예언자들·마지막 심판·운명론에 대한 여섯 믿음이다.

#### 다섯 기둥 (5행)
수니파 무슬림에게 다섯 기둥(Arkan-al-Islam)은 샤리아(이슬람법)에 근거하며 무슬림에게 가장 중요한 의무이다. 시아파에는 ‘종교의 뿌리’(Usul-ad-Deen)로 알려진 다섯 가지 믿음과 ‘종교의 가지’(Furoo-ad-Deen)로 알려진 열 가지 의례가 있는데, 이 열 가지는 수니파의 이슬람의 기둥과 유사한 것이다.
- 샤하다 - 이슬람의 신앙 고백으로, "알라 외에 신은 없으며 무함마드는 알라의 예언자이다"라고 하는 일정한 구절로 된 고백이다.
- 살라트 - 매일 5회의 기도
- 사움 - 이슬람력 9월(라마단) 한 달 동안 일출부터 일몰까지의 음식 및 음료의 섭취와 성행위를 금한다.

또, 라마단을 잘 지키면 3일간 축제를 벌여 축하한다. 무함마드가 헤지라 때 도주 계획을 세우는데, 머리가 흐려지지 않도록 단식한 데서 유래한다.
- 자카트 - 일반적으로 상공업에 종사하는 부자들의 재산의 2.5%나 농민들의 연 생산의 10-20% 정도이며, 이 돈이나 생산물은 가난한 사람들에게 분배된다.
- 하즈 - 이슬람력 12월(둘 힛자)에 이루어지며 경제적·신체적으로 능력이 있는 모든 무슬림이 일생에 한 번 행해야 한다.

그 외에 여섯 번째 기둥으로 간주되는 지하드 역시 교리로 인정된다. 지하드는 고투·노력이라는 뜻의 아랍어로 신체가 건장한 무슬림이라면 누구나 수행해야 하는 의무이다. 이는 이슬람 공동체를 비이슬람 공동체로부터 지키기 위한 모든 수단과 방법을 의미한다.

#### 기독교와의 공통점과 차이점
이슬람교와 기독교는 동일한 절대자를 숭배하며, 천국과 지옥으로 나타나는 사후세계를 믿는다는 점, 그리스도의 업적과 성경을 존중한다는 점 등 많은 공통점을 지니고 있다. 그러나 이슬람교의 경우 기독교와 같은 원죄의식이 존재하지 않는다. 인간은 쓰여지지 않은 책과 같아서, 사회 환경과 교육에 의해 악한 길로 빠져들 뿐 그 자체로는 선하지도, 악하지도 않은 존재로 본다. 또한 기독교가 주장하는 '대속'의 개념도 부정하는데 개인이 저지른 죄는 자기 스스로가 신에게 회개함으로써만 용서받을 수 있다고 생각한다. 같은 맥락에서, 아담과 이브는 순간적인 유혹에 넘어가 타락했지만 결국 용서를 구하고 구원받았다고 이야기한다. 즉, 카인과 아벨의 죄, 그리고 그 후손으로 끊임없이 이어지는 인간의 죄는 조상으로부터 물려받은 것이 아닌 그들의 잘못이라는 것이다. 이슬람은 기독교와 사실상 마찬가지로 그리스도를 위대한 예언자로 존중한다. 그러나 그는 어디까지나 신이 자신과 인간의 중재자로서 선택한 여러 예언자 중 하나일뿐, 결정적인 예언자는 무함마드 한 사람이라고 본다. 성경 역시 신의 말씀이 일부 들어있다는 것에는 동의하나 그것은 세월을 거치면서 여러 성직자들에 의해 왜곡되고 변형된 측면이 많다고 본다. 결국 이슬람교도들이 가치판단의 기준으로 여기는 것은 '꾸란'이며, 꾸란은 앞으로도 덧붙여지지 않을 완전한 형태의 성서이기 때문에 절대적이다.

## 분포

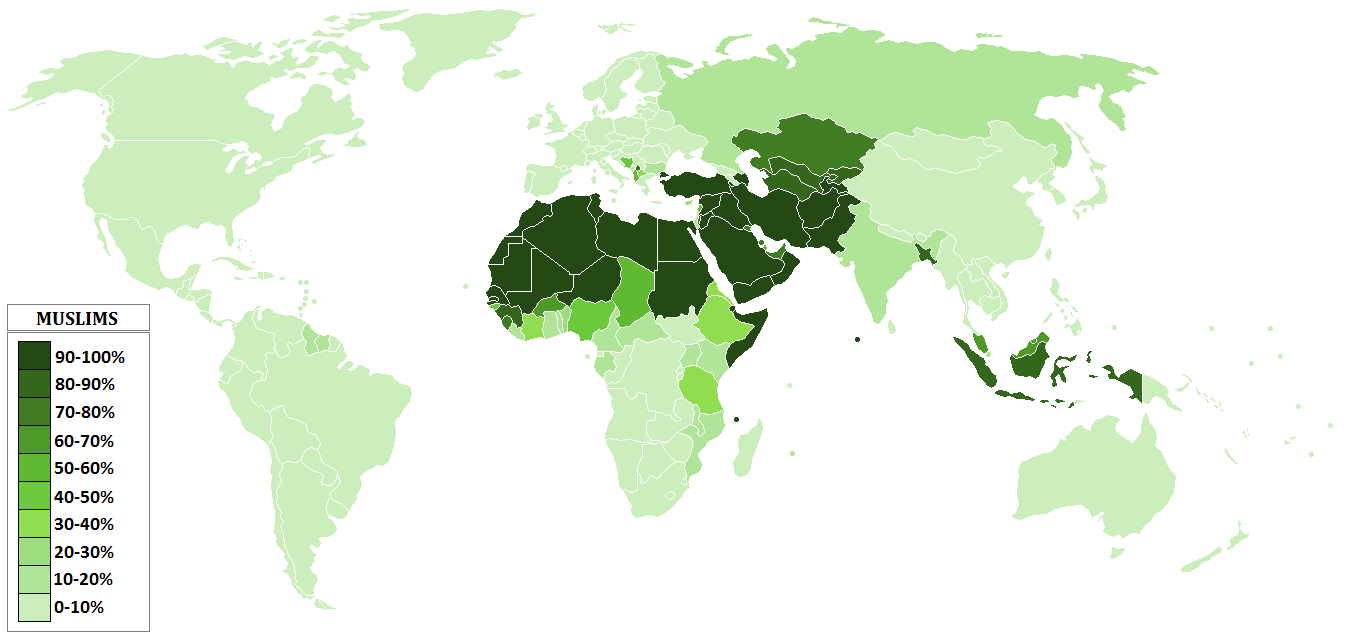
무슬림 비율

주로 서아시아, 중앙아시아, 중국 서부(신장 위구르 자치구), 북아프리카, 러시아(주로 남부지역), 카프카스, 인도, 방글라데시, 파키스탄, 말레이시아, 인도네시아, 브루나이에 이슬람이 분포해 있다. 여기서 동남아시아의 무슬림은 과거 이슬람 상인들의 활발한 무역 활동으로 이슬람 신앙을 갖게 된 이들이다.
유럽에서는 보스니아 헤르체고비나, 알바니아, 러시아에 이슬람이 존재한다. 일부는 이슬람 국가에서 이주농민들이 많은 영국, 독일, 프랑스, 벨기에, 스웨덴, 네덜란드 등에도 존재하며, 특히 프랑스와 스페인에서는 이슬람이 제2의 종교 세력으로 취급받는다. 하지만 유럽의 무슬림들은 이슬람에 대한 편견, 무슬림에 대한 차별(취업, 교육) 등의 어려운 숙제를 풀어야 한다.
아메리카에서는 미국, 브라질에 이슬람이 극히 드물게 존재하며, 오세아니아에서는 파푸아뉴기니에 극히 드물게 존재한다. 실례로 유명한 흑인운동가인 말콤 X는 개신교 가정에서 태어났지만, 후에 개종한 무슬림이다. 또한 다른 미국의 흑인들도 이슬람을 믿는 사람들이 생기면서, 이들은 "블랙모즐렘"이란 단체를 만들어 종교 활동을 하고 있다. 이중에는 무하마드 알리(개종 전 이름은 카시우스 클레이)와 마이크 타이슨 같은 권투 선수들도 포함되어 있다. 대한민국에는 약 20만 명의 무슬림이 존재한다고 알려져 있다. 이는 한국전쟁 당시 터키군의 선교 활동과 다수의 인도네시아와 소수의 말레이시아 지역 동남아시아 출신의 외국인 노동자의 유입에 의한 것이다. 북한을 제외하고 남한의 무슬림은 약 7만 6000명 정도이다.

## 신자수 분포
현재 무슬림 수는 세계 인구의 78억 명의 약 25%인 19억 2,000만 내외로 알려져 있다. 지역적으로는 서아람·아라비아 반도·이란에 이르는 이른바 아람지역과, 동부 러시아, 투르크·아프가니스탄·파키스탄 서부·중국·인도·인도네시아에 이르는 지역에서 분포되어 있다.

### 종파

국가별 신자 분포

이슬람에는 교리가 상반되는 30여 개의 종파가 있다. 그 중 주류는 수니파이다. 전 세계 무슬림의 69% 이상이 수니파에 속한다. 그 외에는 16%의 시아파와 열두이맘파와 다른 파들 그리고 경건주의자 수피즘  그리고 오만의 이바디파, 알라위파, 드루즈파, 마흐디파, 모로코의 말리키파, 동물보호파, 왕정이슬람주의, 성전주의, 바트당 같은 공동체주의파, 수도사적인 종파들 등 여러 가지 종파들이 존재한다.

이슬람의 종파

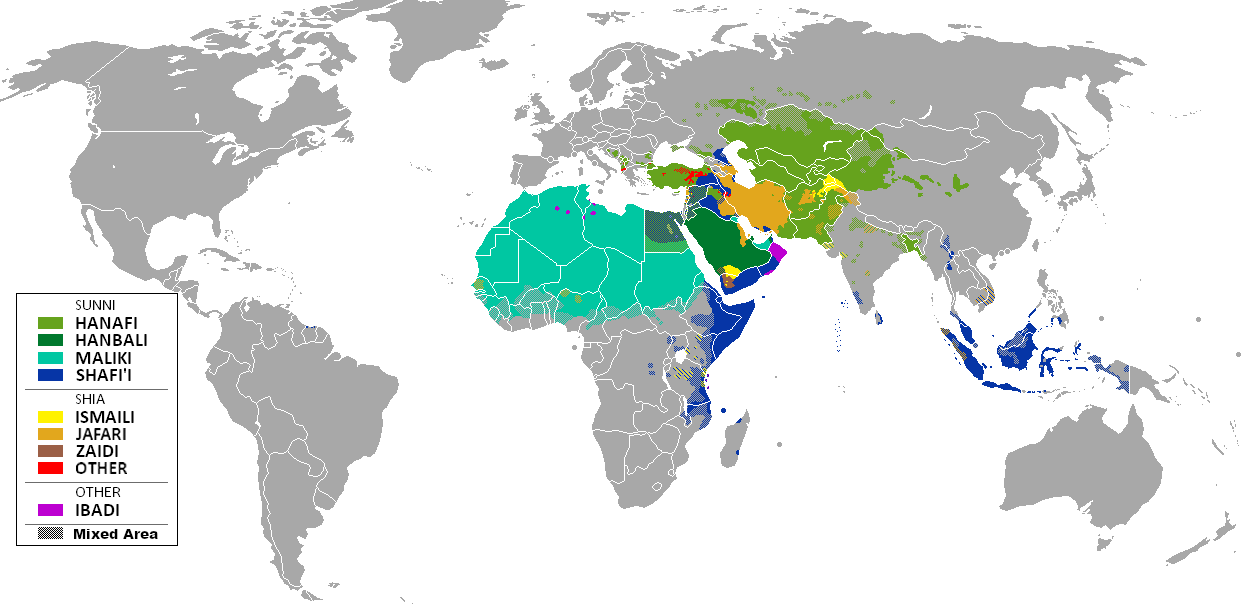
이슬람의 학파

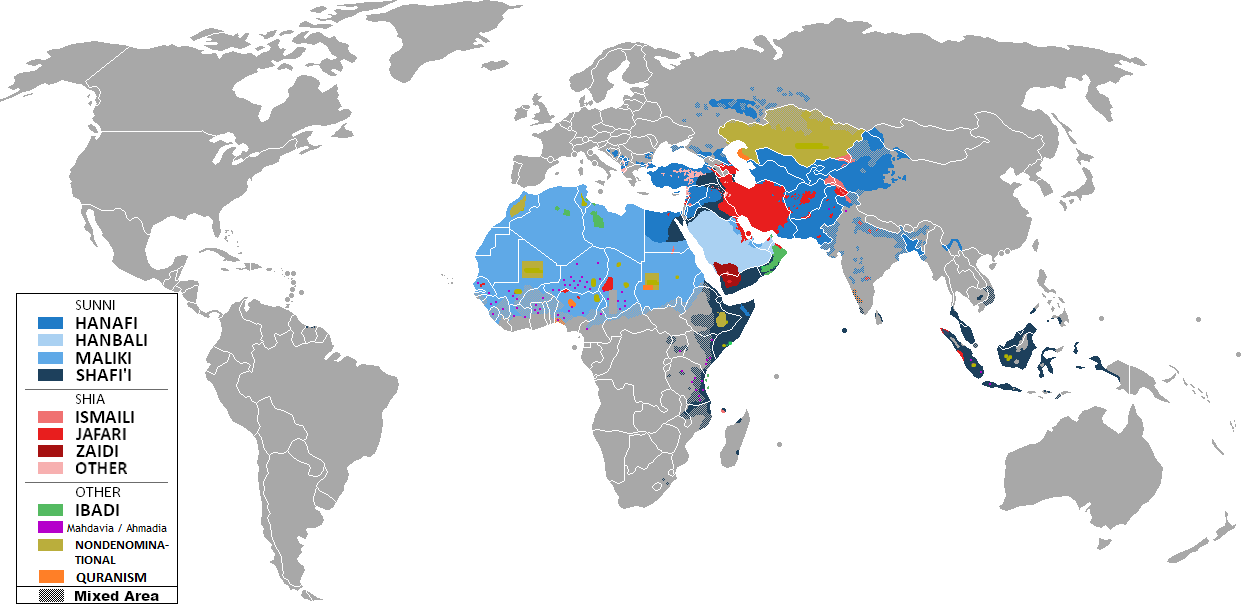
이슬람의 종파별 분포

#### 수니파
이슬람교에서 가장 큰 교파는 수니파 이슬람교로, 전체 이슬람교도의 69%를 차지하고 있으며 거의 틀림없이 세계에서 가장 큰 종교 교파다. 수니파 이슬람교도들도 "무함마드 전통의 사람들"이라는 뜻의 "아흘 아스 순나"라는 이름으로 통한다.
수니파는 첫 네 명의 칼리프가 무함마드의 후계자라고 믿는다. 왜냐하면 신은 무함마드의 뒤를 이을 특별한 지도자를 특정하지 않았고 그 지도자들이 선출되었기 때문이다. 수니파와 관련된 추가 당국자들은 그들이 무함마드의 예인 이슬람교의 가르침에 따라 행동하는 한 정의롭고 정의로운 사람은 칼리프가 될 수 있다고 믿는다. 또는 수니파는 일반적으로 무함마드의 동료들이 이슬람 사안을 해석하는 데 신뢰할 수 있다고 받아들인다.
수니파는 쿠틉 알시타(주요 6권)로 알려진 수니파 전통에 기록된 쿠란과 하디스를 따른다. 쿠란이나 하디스로부터 파생된 법적 문제에 대해서는, 많은 사람들이 네 명의 수니파 마드합(사상학교)을 따른다. 하나피파, 한발리파, 말리키파, 샤피이파. 네 분파 모두는 다른 사람들의 타당성을 받아들이고 이슬람교도들은 그가 만족한다고 생각하는 어떤 것을 선택할 수도 있다.

#### 카와리즈파
무함마드 사망 25년 뒤, 칼리파 우스만 이븐 아판이 살해당하자 무함마드의 사촌이자 사위인 알리 이븐 아비 탈리브(이하 "알리")가 그 뒤를 이었다. 우스만의 6촌인 다마스쿠스 총독 무아위야 1세는 알리가 우스만의 복수를 적극적으로 하지 않는다면서 반란을 일으켰다. 이 내란 속에서 알리 지지자들은 주전파와 협상파로 갈라졌다. 그중 주전파는 절대신 알라만이 중재할 수 있고 인간은 현 상황에서 계속 싸워야 한다면서 알리 진영을 떠난다. 이들이 이슬람 역사상 최초의 종파 카와리즈파(Khawārij: "탈퇴자")이다.
카와리즈파는 전투적인 행동주의자여서, 지하드(jihad 주로 ‘성전’으로 번역한다.)를 여섯 번째 ‘신앙의 기둥’으로 삼았다. 661년 이들은 알리를 살해했다. 카와리즈파는 메카의 부족 꾸라이쉬의 자손만이 칼리파가 될 수 있다는 수니파의 전통적 견해를 비판하고, 독실한 무슬림이면 누구나 칼리파가 될 수 있어야 한다고 주장했다. 만민 평등주의적 입장과 아랍 귀족층에 대한 적개심 때문에 베드윈과 비아랍계 무슬림 추종자를 얻을 수 있었지만 내분으로 훗날 저절로 약화됐다. 현재는 알제리와 튀니지의 베르베르 지역, 동아프리카 탄자니아와 아라비아 반도의 오만에 조금 남아 있을 뿐이다. 그러나 이들의 청교도적인 정신은 18세기 사우디아라비아 건국의 기반이 된 와하브(Wahhab) 운동의 바탕이 되기도 했다.

#### 시아파
시아파(Shia|)는 이슬람에서 수니파 다음으로 두 번째로 큰 종파로 전체 무슬림의 10-20%가 속해 있다.
시아파는 빼앗긴 칼리파 자리를 살해당한 알리 가문에 되돌려주려는 운동으로 시작되었다. "시아(Shia)"는 '시아 알리(Shia Ali)' 즉 '알리를 따르는 사람들'에서 나온 명칭이다. 초기 칼리파들의 뒤를 이은 우마위야 왕조(661-750)와 압바스 왕조(750-1258)는 무함마드의 '혈통'을 중시한 시아파를 억압하는 정책을 펼쳤다.
시아파는 우마위야 왕조의 창시자 무아위야 1세가 알리와 파띠마의 장남인 하싼(Hasan)을 살해했다고 주장한다. 하싼의 동생 후세인 이븐 알리(Husayn ibn Ali, 이하 "후세인")는 680년 지금의 이라크의 카르발라(Karbala)에서 반란을 일으켰으나 참혹하게 살해됐다. 카르발라와 인접한 나자프에는 이맘 알리, 이맘 후세인 사원이 지금도 남아 있어 시아파의 최대 순례지가 되고 있다.
후세인의 제삿날인 이슬람력 정월(Muharram) 10일, '모하라 아슈람'은 시아파의 최대 추모제 날이자 명절이기도 하다. 신자들은 이날 길거리에 나와 행렬을 지어 후세인의 고통을 체험한다. 시아파는 초기의 희생자들을 순교자로 떠받드는 것에서 시작했으나 훗날 나스티시즘(영지주의)의 영향을 받아 이슬람의 주류를 이룬 수니파와 신학적으로도 갈라섰다.
시아파와 수니파의 큰 차이 중 하나는 "지도자·인도자"를 뜻하는 "이맘"에 대한 견해이다. 수니파에서 이맘은 꾸란을 독경하고 예배를 인도하는 정도의 사람을 가리킨다(전통적으로 이슬람은 신과 인간 사이의 중재자, 즉 "성직자"를 인정치 않으며 모든 신도가 직접 신앙의 힘으로 신과 소통할 수 있다고 믿는다). 그러나 시아파에서 이맘은 알리와 후세인의 후계자, 꾸란의 신비를 밝혀주어 신도들을 빛과 은총으로 이끄는 사람으로 격상됐다. 이란의 호메이니와 그 뒤를 이은 최고 종교 지도자 하메네이 같은 이들이 가장 최고위급의 이맘들이다.
희생과 순교를 중시하는 시아파는 이 지점에서 구세주 신앙과 만난다. 특히 알리 이후 열두 이맘의 시기가 지나고 마지막 12대 이맘이 873년에 사라졌다고 믿는 '열두 이맘파'에서는 메시아 사상의 전형이 나타난다. 이들은 사라진 12대 이맘이 오랜 은둔에서 벗어나 언젠가 지상에 구세주(마흐디)로서 나타날 것이라 믿고 있다. 훗날 많은 이들이 '마흐디'를 자처하면서 등장하기도 했다.

#### 열두 이맘파와자이드파
시아파의 85%를 이루고 있는 열두 이맘파(Twelver)는 이란과 이라크 인구의 주축을 이루고 있다. 아라비아 반도에는 드물게 분포하고 있고, 레바논·파키스탄·인도 등지에 소수파로 존재한다. 북아프리카의 모로코의 경우 왕가는 알리의 자손임을 주장하고 있지만 국민들은 수니 말리크파다.
자이드파(Zaidiyyah)는 후세인의 손자 자이드(Zayd)에서 유래했다. 이들은 열두 이맘 중 후세인의 아들인 4대 이맘까지만 인정하는데, 여기에 자이드를 포함시켜 다섯 이맘파라 부르는 이들도 있다. 자이디야파는 알리 이후의 수니파 칼리파들을 인정치 않는다는 점을 빼면 교리상 수니파와 동일하다. 예멘 지역에 많이 남아 있다.

#### 이스마일파와암살단파
시아파 중 가장 논쟁의 여지가 많고 매력적인 것, 그런 이유로 옛 문헌이나 소설에 가장 자주 소재로 다뤄졌던 것이 이스마일파(Ismailism) 즉 일곱 이맘파다. 그들은 열두 이맘파의 7대 이맘 무사 알카딤(Musa al-Kadhim|, 745-799) 대신 6대 이맘 자아르 알사디크(Ja'far al-Sadiq: 702-765)의 장남 이스마일(Isma'il ibn Jafar: c.721-755)을 추종하기 때문에 이스마일파라는 이름이 붙었다. 이들은 빈민들의 지원을 바탕으로 압바스 왕조의 칼리파에 맞서 인기를 모았다. 10세기 한때 메카를 점령하기도 했다.
이스마일파의 또 다른 분파는 북아프리카에서 아랍인과 베르베르족 사이의 긴장을 이용해 권력을 잡고 파티마 왕조(909-1171)를 세운 우바이둘라 알마흐디(909-934) 세력이다. 이들은 969년 이집트를 정복하고 옛 수도 푸스타트 근처에 까히라(al-Qahirah 승리자; 오늘날의 카이로)라는 도시를 세웠다. 칼리파조는 까히라에 거대한 도서관을 짓고 이슬람 교리의 본산이자 세계에서 가장 오래된 대학이라는 알아즈하르(al-Azhar) 성원(聖院)을 만들었다. 이 칼리파조는 11세기 초 국력을 키워 팔레스타인과 시리아 등지를 세력권에 넣었으며, 바그다드의 칼리파도 한때는 카이로의 세력에 맥을 못추었다. 그러나 1171년 아이유브 왕조의 살라흐 앗 딘(1138-1193; 살라딘)에 의해 멸망했으며 이집트와 시리아는 다시 수니파의 손으로 들어갔다.
암살단파(Hashshashin)는 '산상의 노인'이라 불렸던 이란계 지도자가 11세기 말 파티마조와 결별하고 이란과 시리아를 잇는 산악지대에 요새를 만들면서 명성을 얻기 시작했다. 마약의 일종인 해시시에 중독돼 암살을 저지른다는 점에서 아사신이라는 이름을 얻었으며, 이는 영어 assassination의 어원이 되기도 했다. 중세 십자군 전쟁을 다룬 기록들이나 마르코 폴로의 '세계의 서술(동방견문록)' 등 옛 문헌들에는 '산상의 노인'에 대한 전설이 많이 나와 있다. 암살단파는 자객을 이용, 주로 수니파 칼리파들을 살해했다. 현대의 학자들은 암살단파가 예루살렘을 놓고 전쟁을 벌였던 기독교 세력보다는 오히려 수니파 기득권층에 더 큰 위협이 됐던 것으로 보고 있다. 이들에 살해된 최초의 희생자는 셀주크 투르크의 술탄 말리크샤 1세(1072-1092)의 재상으로 유명한 니잠 알물크(1091년 사망)였다.
암살단파는 수니파 지도층을 살해, '숨은 이맘'의 통치 체제를 전 이슬람권에 확립하는 것을 목표로 삼았으나 13세기 내분이 일어나면서 약화됐고, 이란을 점령한 몽골군에 의해 섬멸됐다. 시리아의 분파도 이집트, 시리아에서 득세한 맘루크조에 의해 제거됐다. 현재까지 남아있는 추종자는 소수에 불과하며, 암살이 아닌 사업에 종사해 현대사회에서는 오히려 무슬림 부유층을 형성하고 있다.

#### 알라위파와드루즈파
이스마일파(Ismailism)의 영향을 받아 생겨난 종파들로, 오늘날 레바논과 시리아 등지에 분포한다. 그러나 이들은 이슬람의 주요 교리에서 많이 벗어나 있어, 시아파 무슬림이라기보다는 수니파·시아파 이외의 제3의 종파로 분류되곤 하며 심지어 이슬람이 아닌 다른 종교로까지 분류되기도 한다.
알라위파(Alawis)는 시아파의 알리 숭배를 극단화시켜 신격화했는데, 창시자인 무함마드 이븐 누사이르(Muhammad ibn Nusayr)의 이름을 따 "누사이리파"라 불리기도 한다. 레바논과 시리아에 많은 성스런 나무숲을 숭배할 뿐만 아니라 삼위일체를 신앙으로 삼아 기독교 의례까지 받아들여 부활절 그리고 성탄절까지 축하하며 성당에서처럼 포도주 등 술을 마시며 축배를 하기도 한다. 또 기독교처럼 성상을 두기도 한다. 또 기독교에서는 없던 알리 성상을 추가로 둔다. 죽은 후 내세에서는 지상에 있었을 동안의 행위에 따라 천국 혹은 지옥에 가게 된다는 일반적 종파의 내용과는 달리 알라위파는 내세의 보상은 없으며 대신 죽기 전 지상에서의 행위가 어땠느냐에 따라 다음 생에서 지상에서의 환생 결과가 정해진다고 믿는다. 알라위파의 거의 대부분이 사는 시리아에서도 인구의 11% 정도이지만, 장기 집권했던 하페즈 알아사드 전 대통령과 그 아들로 세습 정권을 이어가고 있는 바샤르 알아사드 현 대통령이 이 종파인 덕에 권력층이 되어 있다.
드루즈파(Druze)는 11세기 이스마일파에서 나온 다라지(Darazi)라는 인물이 숨은 이맘 '마흐디'를 자처하면서 창시했다. 비밀주의가 강하며, 시리아와 레바논에 주로 분포하고 있다. 신의 예언자 무함마드를 따르는 이슬람과 달리 하킴이라는 칼리파가 신의 현신이라 주장하며 일신론을 믿는다. 일부다처제는 금지돼 있고 여성들의 지위는 남성과 동등하며 영혼은 윤회한다고 믿는다. 이슬람의 하즈(순례) 기간 축제를 열긴 하지만 순례 자체는 하지 않으며 라마단 금식도 하지 않는다. 공동체를 만들어 생활하는 경우가 많으며 금욕적인 생활을 찬양한다. 교리와 관행으로 보아, 이슬람교의 종파라기보다는 별도의 종교로 보는 시각이 지배적이다.

#### 바비파와 바하이파
19세기 중반 이란에서 나타난 바비파(Bábism)는 아랍어로 '문'을 뜻하는 '밥'이라는 말에서 나왔다. 이는 진리의 문을 뜻한다. 바비파는 구약성경·조로아스터교·중국에서 전해져온 유교 사상·불교 등의 예언자들을 모두 인정했다. 이들은 이란의 부패한 왕정에 반대하다가 잔혹한 탄압을 당했다.
대량학살에서 살아남은 추종자들은 바하올라라는 예언자를 추종하는 바하이파로 계승됐다. 바하이파의 가장 큰 특징은 관용과 사회의식이다. 이들은 이맘 알리 이븐 아비 탈리브가 남긴 메시지는 사회를 개혁하고 살기 좋게 만드는 것이라 믿는다. 여기에는 여성 평등·교육·국제 평화 등을 모두 포함한다. 바하이파는 거의 대부분 평화주의자로서 양심적 병역거부와 금주·금연·채식 등을 선호한다. 이들도 이란 정부의 박해를 받았으며, 왕정이 끝나고 1979년 이슬람혁명 세력이 정권을 잡은 뒤에도 계속 탄압을 받고 있다.

#### 수피즘
이슬람 신비주의인 수피즘(Sufism)은 종교라기보다는 철학·사상에 가깝다. 현대 서구문명에도 영향을 준 수피즘은 금욕적인 자기수양을 높이 평가하고 있다. 수피주의자들은 춤과 노래를 통해 신과 하나가 되고자 한다.

#### 한국의 이슬람
현대 이전에는 회교라는 이름으로 알려져 있었으며 지금도 종종 그렇게 불린다. 신라 말기부터 조선시대에 이르기까지 간헐적인 직간접적 교류가 있었다. 조선 초기에는 성직자들이 입조하기도 하였으나 세종 대에 금지된다. 이때 이슬람 복식이 금지된 후 현대에 이슬람교가 다시 전래될 때까지 한국에 이슬람이 존재했다는 기록이 없으며, 이웃나라로 이민하거나 일반 한국인에 흡수되어 소멸했다.
현대 한국에서는 1955년 한국전쟁에 참전한 터키군의 이맘(종교 지도자) '압둘 가푸르 카라 이스마일 오울루'가 한국인을 상대로 선교활동을 시작함으로써 이슬람교가 포교되었다. 1964년에는 3,700명의 무슬림이 한국에 있었지만, 2014년에는 약 20만 4,500명의 내, 외국인 무슬림이 체류 중이다. 이슬람 성원인 마스지드는 전국에 15개가 있으며, 예배소인 무살라는 60여곳에 이른다. 한국의 무슬림은 주로 수니파로 분류된다. 명지대학교 아랍지역학과 김정명 교수는 “이슬람은 ‘알라 이외 신은 없다.’는 한 가지 공통점 아래 다양한 스펙트럼을 보이는 종교”라고 말했다.

## 같이 보기
- 유럽의 이슬람교(영어판)
- 나라별 이슬람교(영어판)
- 이슬람 용어